# Europa (2023)
Europa ist ein Spielfilm von Regisseurin und Drehbuchautorin Sudabeh Mortezai aus dem Jahr 2023 mit Lilith Stangenberg, Jetnor Gorezi, Steljona Kadillari und Mirando Sylari. Premiere des Filmdramas war am 16. August 2023 beim Sarajevo Film Festival.

## Handlung
Beate Winter ist eine junge ehrgeizige Managerin, die für den internationalen Konzern Europa am Balkan tätig ist. Sie soll dort Strukturentwicklung betreiben und Investitionen in unterentwickelte Regionen fördern. 
In einem abgelegenen, wenig besiedelten Tal in Albanien soll sie den Einheimischen, einer kleinen Gemeinschaft autarker Bauern, ihr Land abkaufen. Dabei kommt es zu einem Konflikt mit dem Bauern und Imker Jetnor, der sich weigert, sein Land aufzugeben.

## Produktion und Hintergrund
Die Dreharbeiten fanden an 31 Drehtagen vom 2. Mai bis zum 14. Juni 2022 in Albanien statt.
Unterstützt wurde die Produktion vom Österreichischen Filminstitut und vom Filmfonds Wien, beteiligt war der Österreichische Rundfunk. Produziert wurde der Film von der österreichischen Fratella Filmproduktion GmbH (Produzenten Sudabeh Mortezai und Mehrdad Mortezai), Mike Goodridge fungierte als Executive Producer der britischen Good Chaos Ltd., den Vertrieb übernahm in Österreich Filmladen.
Die Kamera führte Klemens Hufnagl, die Montage verantwortete Julia Drack und das Casting Eva Roth und Suela Bako (in Albanien). Den Ton gestaltete Atanas Tcholakov, das Kostümbild Carola Pizzini, das Szenenbild Julia Libiseller und die Maske Tom Mayr. Neben den Schauspielern Lilith Stangenberg und Jeff  Ricketts wurde der Film mit Laiendarstellern besetzt.

## Veröffentlichung
Premiere des Filmdramas war am 16. August 2023 beim Sarajevo Film Festival- Beim Zurich Film Festival 2023 wurde der Film in den Fokus Wettbewerb eingeladen.
Die Österreich-Premiere war am 23. Oktober 2023 im Gartenbaukino im Rahmen der Viennale, der österreichische Kinostart erfolgte am 2. November 2023.
Am Filmfest München soll der Film am 3. Juli 2024 im Wettbewerb CineMasters gezeigt werden.

## Rezeption
Marian Wilhelm meinte auf DerStandard.at, dass Lilith Stangenberg die Figur der Beate über weite Strecken ohne doppelten Boden spiele. Kein eiskalter Engel, Gewissensbisse bekomme sie aber auch nicht. Filmemacherin Sudabeh Mortezai habe kein Interesse, die Menschlichkeit ihrer Protagonistin zu enthüllen.
Renate Wagner befand auf onlinemerker.com, dass Sudabeh Mortezai hier eine herzzerreißende Geschichte schrieb. Die Erkenntnis am Ende könne nur lauten: „Hände weg von Europa und seinem Brutalo-Kapitalismus. Lebt euer Leben, eure Kultur, Ihr habt nichts zu gewinnen, aber viel zu verlieren.“

## Auszeichnungen und Nominierungen
Fünf Seen Filmfestival 2024
- Auszeichnung mit dem Fünf Seen Filmpreis als Bester Spielfilm im Internationalen Wettbewerb (Sudabeh Mortezai)[11][12][13]

Sarajevo Film Festival 2023
- Nominierung im Feature Film Competition[14]

Viennale 2023
- Auszeichnung mit dem Spezialpreis der Jury (Sudabeh Mortezai)[15]

Österreichischer Filmpreis 2024
- Nominierung in der Kategorie Bester Spielfilm (Mehrdad Mortezai, Sudabeh Mortezai)[16]
- Nominierung in der Kategorie Bestes Drehbuch (Sudabeh Mortezai)
- Nominierung in der Kategorie Beste Kamera (Klemens Hufnagl)
- Nominierung in der Kategorie Beste Montage (Julia Drack)